# Robert Góralczyk (hokeista)
Robert Góralczyk (ur. 21 marca 1943 w Wyrach, zm. 18 maja 1984 w Oświęcimiu) – polski hokeista, trener, olimpijczyk z Sapporo 1972, Innsbrucku 1976.
Jeden z najdłużej grających obrońców (1955–1981) w historii polskiego hokeja na lodzie. Zawodnik klubów: Fortuna Wyry (1955–1963), Legii Warszawa (1963–1965) i Baildonu Katowice (1966–1981). W 19 sezonach ligowych rozegrał 605 meczów (6. miejsce w ilości rozegranych meczów w historii polskiego hokeja) podczas których zdobył 188 bramek.
Będąc zawodnikiem Legii Warszawa zdobył w roku 1964 tytuł mistrza Polski. W latach 1965, 1973–1976 zdobył tytuł wicemistrza Polski.
W reprezentacji Polski rozegrał 158 spotkań (w latach 1965–1976), w których zdobył 26 bramek.
Uczestnik mistrzostw świata w:
- 1966 – Polska zajęła 8. miejsce,
- 1967 (grupa B-1) – 9. miejsce,
- 1969 (grupa B-2) – 8. miejsce,
- 1970 – 6. miejsce,
- 1972 (grupa B-1) – 7. miejsce,
- 1973 – 5. miejsce,
- 1974 – 5. miejsce,
- 1976 – 7. miejsce.

Na igrzyskach olimpijskich w 1972 i 1976 roku był członkiem drużyny hokejowej, która podczas obu turniejów uplasowała się na 6. miejscu.
Po zakończeniu kariery sportowej trener. Pracował w Unii Oświęcim. Zginął (według oficjalnego protokołu przekazanego przez MO) w Oświęcimiu w wypadku samochodowym w 1984 roku (nieoficjalnie został przypadkowo trafiony kulą wystrzeloną ze strzelnicy MO, obok której przejeżdżał).

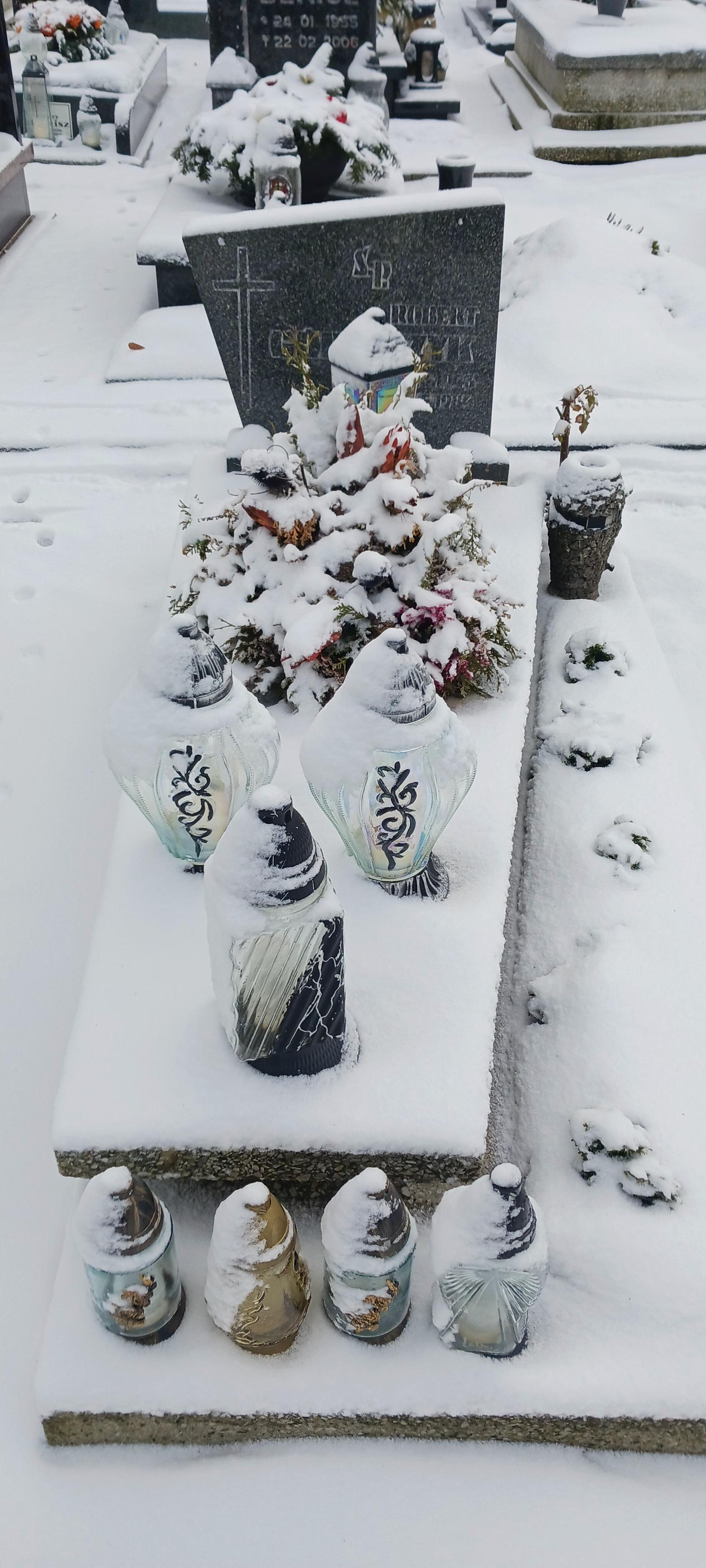
Grób hokeisty Roberta Góralczyka na cm. Św. Wojciecha w Mikołowie

Brat Feliksa Góralczyka, również hokeisty i olimpijczyka z Sapporo 1972.